# Nudaria fasciata
Nudaria fasciata är en fjärilsart som beskrevs av Moore 1878. Nudaria fasciata ingår i släktet Nudaria och familjen björnspinnare. Inga underarter finns listade i Catalogue of Life.